# Торгвас-Абано
Торгвас-Абано — источник, бальнеологический и горноклиматический курорт, так как в этом месте Мта-Тушетии на южном склоне Большого Кавказа появляются термальные (+37°C) слабосульфидные воды, зона распространения которых простирается к востоку. В советское время был курортом местного значения в Грузии.
Расположен в долине реки Стори, являющейся левым притоком Алазани, на южном склоне Главного Кавказского (или Водораздельного) хребта Большого Кавказа на высоте 1800—1850 метров над уровнем моря.
Растительность в районе курорта представлена, в основном, хвойными лесами (кавказская ель и пихта), климат умеренный континентальный.
Основным курортным ресурсом являются термальные (температурой 34 — 37°С) сульфидные хлоридно-карбонатно-гидрокарбонатные натриевые (минерализация 0,4 — 0,6 г/л, содержание сероводорода 8 — 10 мг/л, кремниевой к-ты до 45 мг/л) воды источников (сут. дебит до 1 млн. л).
Указанные воды применяются для ванн при заболеваниях опорно-двигательного аппарата и периферической нервной системы.
Курортный сезон с мая по сентябрь.